# Картахена – Валенсія
Картахена – Валенсія – важливий елемент газотранспортної системи Іспанії, що забезпечує маневр ресурсом на центральній частині середземноморського узбережжя країни.
Валенсія вперше отримала блакитне паливо по спорудженому в 1980 році трубопроводу Барселона – Тівісса – Валенсія, тоді як у Картахену цей ресурс почав надходити в 1989-му через термінал для прийому зрідженого природного газу Картехена ЗПГ. Невдовзі виник проект спорудження інтерконектору між Картахеною та Валенсією, який до того ж мав забезпечити газифікацію прибережних районів. Як наслідок, в 1995 – 1997 роках ввели в дію газопровід, що включив наступні ділянки:
- від Картахени через Оріуела до Монтеса, яка виконана в діаметрі 750 мм та має довжину до 186 км (невелика частина зазначеного кілометражу припадає на відгалуження в діаметрі 250 мм). При цьому від Оріуели до Мурсії проклали перемичку довжиною 26 кілометрів та тим саме діаметром 750 мм;
- від Валенсії до Монтеса діаметром 500 мм та довжиною 90 кілометрів. В 2001-му цю ділянку підсилили другою ниткою діаметром 600 мм.
У 2006 році поблизу Валенсі почало працювати нове джерело ресурсу – термінал для прийому зрідженого природного газу Сагунто ЗПГ.
В Монтесі ресурс може передаватись до газопроводів Монтеса – Алькасар-де-Сан-Хуан і Монтеса – Майорка.
Робочий тиск газопроводу 7,2 МПа.